# Neo Rauch

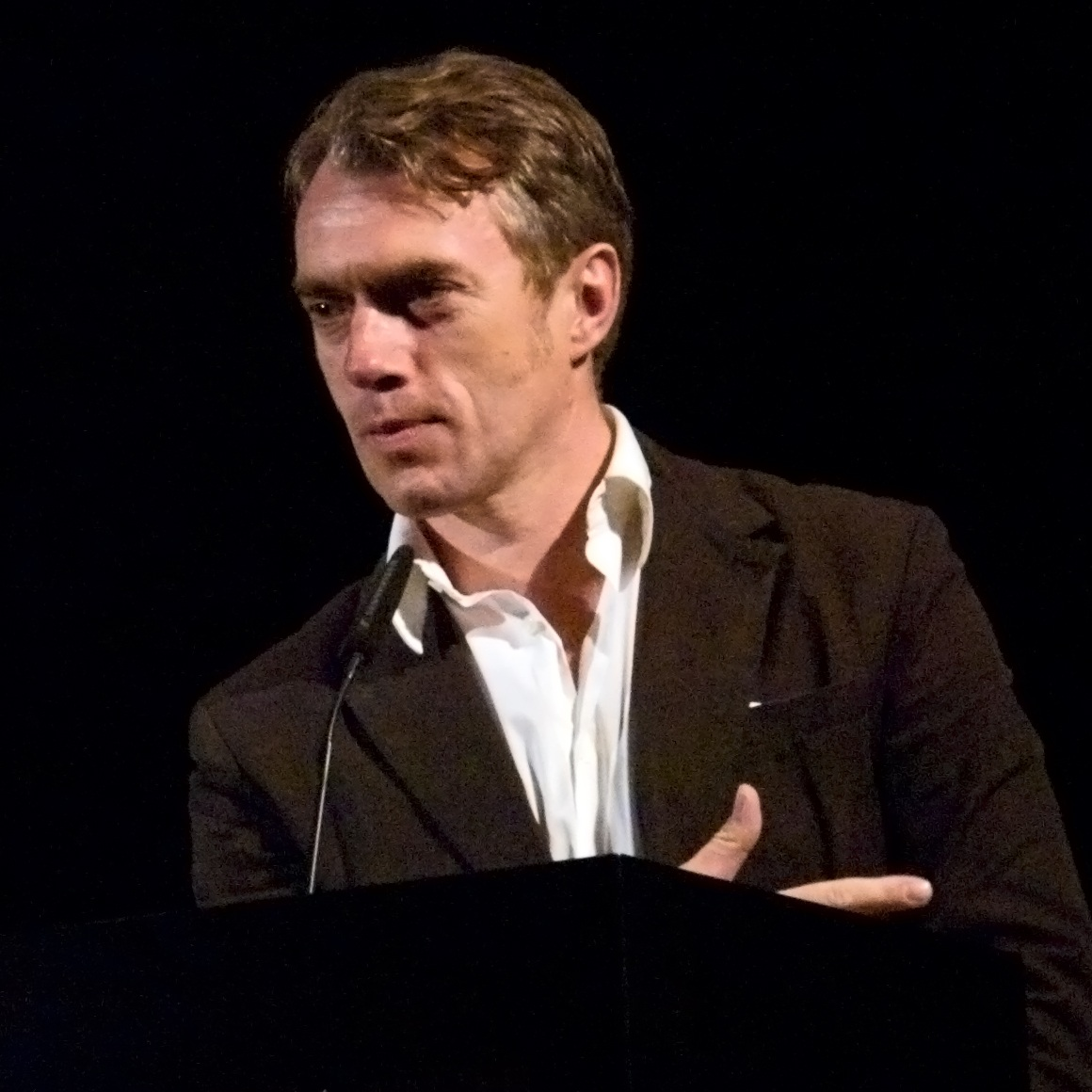
Neo Rauch, Brühl (2007)

Neo Hanno Rauch (* 18. April 1960 in Leipzig) ist ein deutscher Maler und Hochschullehrer. Er ist international erfolgreich und gilt als bedeutendster Vertreter der sogenannten Neuen Leipziger Schule.

## Leben und Werdegang
Neo Rauchs Vater Hanno Rauch, geboren 1939 in Gera, studierte an der Hochschule für Grafik und Buchkunst Leipzig; seine Mutter Helga Wand studierte in Leipzig Buchgestaltung. Vier Wochen nach Neos Geburt kamen beide Eltern im Alter von 21 und 19 Jahren beim Eisenbahnunfall von Leipzig ums Leben. Neo Rauch wuchs daraufhin bei seinen Großeltern mütterlicherseits in Aschersleben auf, die ihrerseits noch vergleichsweise jung waren (die Großmutter zum Unglückszeitpunkt 39 Jahre). Rauch fehlte es nach eigenen Angaben an nichts und er bezeichnete später die Großeltern als „Helikoptereltern“, bei ihnen habe „ein starkes Sicherheitsdenken“ geherrscht.
Er legte an der Erweiterten Oberschule „Thomas Müntzer“ (heute Gymnasium Stephaneum) das Abitur ab. An der Leipziger Hochschule für Grafik und Buchkunst studierte Rauch Malerei, zunächst von 1981 bis 1986 bei Arno Rink und danach von 1986 bis 1990 als Meisterschüler bei Bernhard Heisig. Von 1993 bis 1998 arbeitete er als Assistent von Arno Rink an der Leipziger Akademie, von 2005 bis 2009 als Hochschullehrer und von 2009 bis 2014 als Honorarprofessor.
Neo Rauch ist mit der Malerin Rosa Loy verheiratet. Die beiden haben einen erwachsenen Sohn und leben in Markkleeberg bei Leipzig. Er arbeitet in der ehemaligen Leipziger Baumwollspinnerei. Rauch beschreibt Leipzig als seine Heimat und künstlerischen Nährboden: „Es ist der Ort der Konzentration und der Inspiration. Mir wachsen hier die besten Einfälle zu.“

## Künstlerisches Wirken
Die Gruppenausstellung „Junge Künstler im Bezirk Leipzig“ im Lindenau-Museum in Altenburg 1986 markierte den Beginn der öffentlichen Wahrnehmung von Rauchs Werk. Seine Bilder aus den 1980er Jahren verwarf er. Im November 1989 nahm er zusammen mit Axel Krause, mit dem er vor der Wende ein gemeinsames Atelier in Leipzig hatte, zum ersten Mal an einer Ausstellung im Westen teil und zwar bei der Großen Kunstausstellung NRW in Düsseldorf vom 19. November 1989 bis zum 1. Januar 1990. 1991 hatte Neo Rauch dann seine erste Einzelausstellung in der Leipziger Galerie am Thomaskirchhof und im gleichen Jahr in der Frankfurter Galerie Schwind. 1993 entdeckte Rolf Lauter, stellvertretender Direktor am Museum für Moderne Kunst Frankfurt, das Werk des Künstlers und realisierte dank der Unterstützung der Jürgen Ponto-Stiftung eine erste nichtkommerzielle Präsentation seiner damals neuesten Bilder in den Ausstellungsräumen der Dresdner Bank AG Frankfurt. Im Katalogtext verwies Lauter auf das kombinatorische Prinzip des Samplings von Rauch, das Elemente aus der Kunstgeschichte, Paraphrasen des Surrealismus und Metaphern der Alltags- und Arbeitswelt mit einbezog. Die erste große institutionelle Einzelausstellung („Randgebiete“) von Rauch richtete Klaus Werner im Jahr 2000 in der Galerie für Zeitgenössische Kunst in Leipzig aus. 2006 widmete das Kunstmuseum Wolfsburg ihm eine Retrospektive. Im Metropolitan Museum of Art in New York folgte 2007 die kleine Ausstellung „para“.
Rauchs Bildwelt ist von einer leuchtend opaken Farbigkeit geprägt und zeigt Figuren in sich überlappenden Räumen und Zeiten. Der Stil durchdringt den sozialistischen Realismus, ist aber auch von Pop Art und Comic beeinflusst. Konzeptionell steht das Werk dem Surrealismus nahe und ist als magischer Realismus einzuschätzen. Nicht selten erträumt Rauch seine Sujets. Den Bildern wird „Eigentümlichkeit, Suggestivität und Zeitlosigkeit“ nachgesagt. In der Zeitschrift „Texte zur Kunst“ wurde er als Vertreter des deutschen Neokonservatismus porträtiert. Er selbst meinte in einem Gespräch mit der „Neuen Zürcher Zeitung“ im Juni 2023, als Maler müsse man konservativ sein: „Denn sonst müsste man sich gar nicht erst die Mühe machen, eine Leinwand aufzuspannen, um dann für das Resultat der malerischen Bemühungen noch  einen Rahmen verfertigen zu lassen. Das ist doch ein zutiefst konservativer Gestus.“ Da Rauch nicht nur surrealistische Motive, sondern auch das Theater zum Gegenstand seiner Kunst werden lässt, weist die literaturwissenschaftliche Forschung disziplinübergreifend auf die Gemeinsamkeiten der Gemälde von Neo Rauch mit den Theaterarbeiten von Roland Schimmelpfennig hin.  
Eine seiner Entdeckerinnen, Roberta Smith, löste mit einem Artikel über den „Maler, der aus der Kälte kam“ Begeisterung für Neo Rauch in den USA aus. Rauchs Bilder hängen im Metropolitan Museum of Art in New York sowie im Museum der bildenden Künste in Leipzig und werden in Einzelausstellungen, wie z. B. in der Wiener Albertina (2004/2005), präsentiert.
2006 veröffentlichte Rauch zu fünf Kalendergeschichten von Botho Strauß acht Lithographien unter dem Titel Der Mittler. 2007 entwarf er unentgeltlich Vorlagen für drei Fenster mit Motiven aus dem Leben der Elisabeth von Thüringen für die Elisabethkapelle im Naumburger Dom. Auf dem Kunstmarkt wurden damals für ein Werk bereits rund 1,5 Millionen US-Dollar bezahlt. Rauch wird von Gerd Harry Lybkes Galerie Eigen + Art in Leipzig und Berlin sowie von David Zwirner in New York vertreten.
Am 1. Juni 2012 wurden im Beisein von Neo Rauch die Ausstellungsräume der Grafikstiftung Neo Rauch in seiner Heimatstadt Aschersleben eröffnet. Die Stiftung wurde im Mai 2012 von Rauch, seinen Galeristen und der Stadt Aschersleben gegründet und basiert auf einer Schenkung des Künstlers, der seiner Heimatstadt jeweils ein Exemplar seines grafischen Werks überließ.
Von 2013 bis 2016 ließ sich Neo Rauch von der Dokumentarfilmerin Nicola Graef und einem kleinen Filmteam bei seiner Arbeit begleiten. Daraus entstand der Film Neo Rauch – Gefährten und Begleiter, der am 2. November 2016 in Leipzig auf dem 59. Internationalen Leipziger Festival für Dokumentar- und Animationsfilm uraufgeführt wurde. Starttermin in den deutschen Kinos war der 2. März 2017.
Neo Rauch und Rosa Loy entwarfen das Bühnenbild zur Oper Lohengrin bei den Bayreuther Festspielen 2018.
In seinem Artikel Auf dunkler Scholle in der Zeit zählte der Kunsthistoriker Wolfgang Ullrich im Mai 2019 Rauch zu einer Gruppe „rechtsgesinnte[r] Künstler, die sich als letzte Verteidiger der Kunstfreiheit aufspielten“ und das Narrativ bedienen, Deutschland sei zu einer „DDR 2.0“ geworden. Neo Rauch malte als Antwort das Bild „Der Anbräuner“, das 2019 auf einer Auktion für 750.000 € von Christoph Gröner, dem damaligen Chef der CG Gruppe, ersteigert wurde. Darauf ist ein Mann zu sehen, der auf einen Pinsel defäziert, und eine Leinwand, auf der die Initialen W.U. in dunkelbrauner Farbe zu lesen sind. Den Begriff „Anbräuner“ hatte der konservative Schriftsteller Ernst Jünger 1982 in der Dankesrede zum Goethepreis verwendet, um damit die Suche nach rechten Gesinnungen bei öffentlichen Figuren zu bezeichnen. Rauch gab an, die Initialen W.U. stünden für Walter Ulbricht. In seinem Buch Feindbild werden (2020) beschrieb Ullrich die Debatte und reihte das Gemälde in eine Tradition von Schmähbildern von Goya und Grosz ein.
Zuvor hatte Georg Diez im Juni 2018 Rauch als einen „rechte[n] Maler“ beschrieben, nachdem dieser in einem Handelsblatt-Interview den „rechten Schriftsteller Uwe Tellkamp als ‚Wiedergänger Stauffenbergs‘ bezeichnet“ hatte und in Bezug auf die Migrationskrise betont hatte, dass Empathie nicht dazu führen dürfe, „dass wir unser Handeln von Gesinnungsethik leiten lassen. Die drückt uns in den Gestus des moralisch Hochstehenden hinein, der nicht fragen darf, welche Folgen seine Bereitschaft zu einschränkungsloser Hilfe in zehn oder zwanzig Jahren haben wird.“

## Bekannte Schüler
Zu den bekanntesten Schülern Neo Rauchs aus seiner Zeit als Assistent, Hochschullehrer und Honorarprofessor an der Hochschule für Grafik und Buchkunst Leipzig gehören unter anderem die Malerinnen und Maler Sebastian Burger, Rayk Goetze, Katrin Heichel, Aris Kalaizis und Miriam Vlaming. Mit Ausnahme Miriam Vlamings leben und arbeiten sie bis heute in Leipzig.

## Auszeichnungen
- 1992: Renta-Preis 1992, Nürnberg
- 1997: Kunstpreis der Leipziger Volkszeitung
- 2002: The Vincent van Gogh Biennial Award for Contemporary Art in Europe, Bonnefantenmuseum Maastricht, Niederlande
- 2005: Kunstpreis Finkenwerder
- 2010: Stiftungspreis der ökumenischen Stiftung Bibel und Kultur, Stuttgart
- 2012: Verdienstorden des Landes Sachsen-Anhalt
- 2018: Verdienstkreuz 1. Klasse des Verdienstordens der Bundesrepublik Deutschland[45]
- 2019: Europäischer Kulturpreis Taurus
- 2024: Sächsische Verfassungsmedaille[46]

## Ausstellungen (Auswahl)

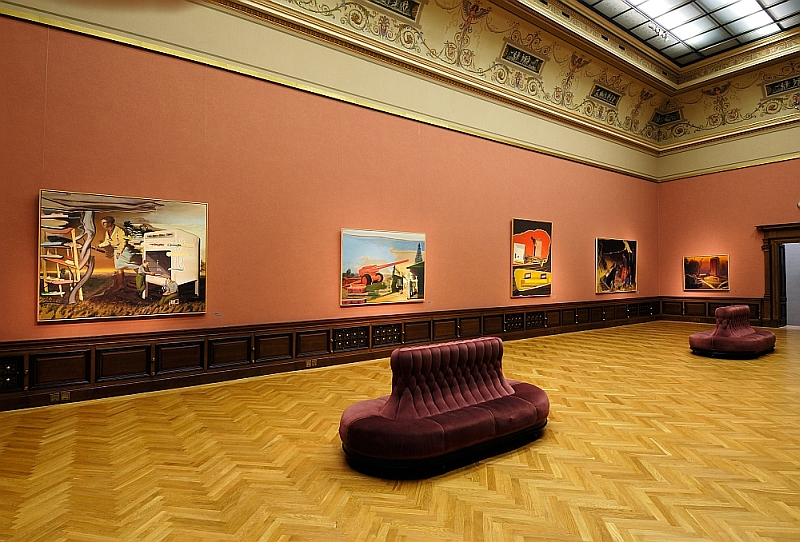
Ausstellung, Galerie Rudolfinum, Prag, 2007

- 1989:  Große Kunstausstellung NRW, Düsseldorf
- 1991: Galerie am Thomaskirchhof, Leipzig
- 1991: Galerie Schwind, Frankfurt am Main
- 1993: Neo Rauch. Jürgen Ponto-Stiftung / Dresdner Bank AG, Frankfurt am Main, Deutschland
- 2000: Randgebiet. Galerie für Zeitgenössische Kunst, Leipzig, Deutschland
- 2004: Neo Rauch – Arbeiten auf Papier 2003–2004. Albertina (Wien), Österreich
- 2006: Neo Rauch – Neue Rollen. Kunstmuseum Wolfsburg, Wolfsburg, Deutschland
- 2006: Der Zeitraum. Galerie Eigen+Art, Leipzig, Deutschland
- 2007: para. Max-Ernst-Museum Brühl, Deutschland und Metropolitan Museum of Art, New York, USA
- 2010: Neo Rauch – Begleiter. Museum der bildenden Künste, Leipzig und Pinakothek der Moderne, München, Deutschland
- 2011: Neo Rauch. Museum Frieder Burda, Baden-Baden, Deutschland
- 2011: Rosa Loy und Neo Rauch. Hinter den Gärten. Essl Museum, Klosterneuburg/Wien, Österreich[47]
- 2012: Müde Helden: Ferdinand Hodler – Aleksandr Dejneka – Neo Rauch. Hamburger Kunsthalle, Hamburg, Deutschland[48]
- 2012: Neo Rauch. Abwägung. Parallelausstellung zu Rosa Loy. Gravitation. Kunstsammlungen Chemnitz, Deutschland[49]
- 2012: Neo Rauch. Das grafische Werk – Erster Teil. Grafikstiftung Neo Rauch Aschersleben, Deutschland[50]
- 2013: Neo Rauch. The Obsession of the Demiurge. Selected Works 1993–2012, im Palais des Beaux-Arts (BOZAR), Brüssel, Belgien (kuratiert von Harald Kunde)[51]
- 2014: Neo Rauch. Das grafische Werk – Sonderprogramm Bild und Buch Grafikstiftung Neo Rauch Aschersleben, Deutschland, 22. März – 18. Mai
- 2014: Neo Rauch. Das grafische Werk – Dritter Teil. Grafikstiftung Neo Rauch Aschersleben, Deutschland, 25. Mai 2014 – 3. Mai 2015[52]
- 2017: Hanno & Neo Rauch – Vater und Sohn. Grafikstiftung Neo Rauch Aschersleben, Deutschland, 21. Mai 2016 – 30. April 2017[53]
- 2017: Arno Rink, Neo Rauch. Grafikstiftung Neo Rauch Aschersleben, Deutschland, 28. Mai 2017 – 29. April 2018[54]
- 2018: Neo Rauch Dromos Malerei 1993–2017. Museum de Fundatie, Niederlande, 21. Januar 2018 – 3. Juni 2018[55][56]
- 2018: Rosa Loy, Neo Rauch – Die Strickerin. Grafikstiftung Neo Rauch Aschersleben, Deutschland, 26. Mai 2018 – April 2019[57]
- 2020: Handlauf, Galerie Eigen + Art Leipzig, 26. September – 28. November 2020[58]
- 2021: Neo Rauch – Beifang. Gutshaus Steglitz, Berlin
- 2022: Neo Rauch – Wegzehr. Drents Museum, Assen, Niederlande, 9. Oktober – 26. März 2023[59]
- 2023: Le songe de la raison (Der Traum der Vernunft). MO.CO. Museum, Montpellier, Frankreich, 8. Juli – 15. Oktober[60][61]
- 2024: Museum Bensheim[62]
- 2024: Regionalgalerie Liberec (zusammen mit Rosa Loy)[63]